# Das Jahr der ersten Küsse
Das Jahr der ersten Küsse ist ein deutscher Jugendfilm aus dem Jahr 2002. Regie führte Kai Wessel. Der Film hat die FSK ohne Altersbeschränkung und ist somit für Zuschauer jeden Alters geeignet.

## Handlung
Der 31-jährige Tristan verliert bei einem Autounfall seine Frau Kerstin. Er steht vor ihrem Sarg und erinnert sich an die Clique, mit der er in den 1980er Jahren täglich unterwegs war.
Die 80er: Tristan ist 15 und hat viele Probleme. Seine Eltern wollen sich scheiden lassen und er ist in Kerstin, seine beste Freundin, verliebt. Seine Freunde können ihm nicht helfen, da sie mit ihren eigenen Problemen zu kämpfen haben.
Als Tristan später mit seiner Mutter in eine andere Stadt zieht, wird er von Kerstin besucht und sie küssen sich.
Am Ende verlässt Tristan die Kirche und geht auf andere Trauergäste zu. Kurz vor dem Abspann sieht man den 15-jährigen Tristan mit seiner Clique (auch „Kerstin“) auf einer Bank sitzen.
Im Abspann selbst erfährt man, dass Tristans Freunde teilweise sehr erfolgreiche Berufe angenommen haben. So wird einer seiner Freunde Sportdirektor eines Zweitligisten, ein anderer leitet einen Rohstoff-Konzern in Caracas/Venezuela. Man erfährt auch, dass manche seiner Freunde aus der Clique geheiratet und Kinder bekommen haben.

## Kritiken
Zum Film finden sich viele wohlwollende Pressestimmen. Lobende Erwähnung fanden häufig das stimmige Zeitkolorit, das unverbrauchte Ensemble sowie der empathische Umgang mit den Widersprüchen des Erwachsenwerdens.

„Wehmütig-nostalgischer Rückblick auf die Jugendzeit der 1980er-Jahre, der durch sein genaues Drehbuch, authentische Darsteller und eine einfühlsame Inszenierung überzeugt, während er in der optischen Gestaltung eher selten Kinoqualität erreicht.“

„Nach einem Drehbuch von Sathyan Ramesh erzählt Regisseur Kai Wessel beschwingt und melancholisch von der Zeit, als man einen Knutschfleck noch so stolz trug wie die Versehrung von einer Heldentat. Mit viel Phantasie, Charme und Gefühl wirbt dieser Film, der für das deutsche Kino endlich einige neue Gesichter entdeckt, um die Gunst des Publikums.“

„Tristan ist der zierliche Kleine, in seiner Entwicklung seinen Freunden etwas hinterher. Die Irrungen und Wirrungen des Erwachsenwerdens, erschwert durch die Trennung von Tristans Eltern und die eigene Schüchternheit machen es ihm schwer bei Kerstin, in die er verliebt ist, zu landen. Die Geschichte ist unterhaltsam, ohne jedoch ins peinliche oder absurde abzurutschen.“

„Typgerecht besetzt mit einer Riege junger, talentierter Nachwuchsdarsteller sowie mit Oliver Korittke, der sich als erwachsener Tristan an seine Jugendzeit im Rückblick erinnert, wird Das Jahr der ersten Küsse zu einer ernsthaft-komischen Achterbahnfahrt der Gefühle – peinlich und romantisch, aufregend und enttäuschend, albern und todernst zugleich.“